# Mle Collins
Mle Collins (Monrovia, 1971. július 27. –) libériai labdarúgó, jelenleg a Farmos SE játékosa. háromszoros libériai válogatott. Tagja volt az 1996-os Afrika nemzetek kupája szereplést kivívó libériai csapatnak.

## Pályafutása

### Klubcsapatban
1995 és 1999 között a Tiszakécske csapatában játszott, az élvonalban 10 mérkőzésen léphetett pályára. 2002 és 2003 között az NB II-ben szereplő Kiskunhalas csapatában szerepelt, majd Nagykátán, utána az Üllőben játszott, ezután  megint a Nagykáta SE-hez igazolt. 2011 óta a Farmos SE csapatában focizik.

### A libériai válogatottban
A válogatottban 3 mérkőzésen szerepelt.

## Külső hivatkozások
- Playerhistory
- A Nagykáta SE honlapja
- https://adatbank.mlsz.hu/player/73925.html